# Allokativ effektivitet
Allokativ effektivitet uppstår när en ekonomis resurser fördelas så fördelaktigt för ekonomin som möjligt, vilket inträffar när det sociala överskottet (konsumentöverskott och producentöverskott) maximeras – där marginalnyttan = marginalkostnaden. Dessa varor och tjänster är till nytta för samhället samt efterfrågade till hög grad.